# Jane Peak (Signy Island)
Der Jane Peak ist ein 210 m hoher Nunatak auf Signy Island im Archipel der Südlichen Shetlandinseln. Er ragt 800 m westlich des nördlichen Teils der Borge Bay auf.
Wissenschaftler der britischen Discovery Investigations nahmen 1933 eine grobe Vermessung vor. Diese wurde 1947 durch den Falkland Islands Dependencies Survey präzisiert. Das UK Antarctic Place-Names Committee benannte den Nunatak 1954 nach der Brigg Jane des britischen Seefahrers James Weddell, mit der dieser zwischen 1822 und 1823 die Südlichen Orkneyinseln besucht hatte.